# جامعة لفيف الوطنية
جامعة لفيف الوطنية (بالأوكرانية: Львівський національний університет імені Івана Франка) هي أقدم جامعة في أوكرانيا لم تتوقف عن العمل منذ إنشائها وواحدة من أقدم جامعات أوروبا.

## خريجون معروفون من الجامعة
- بنحاس لافون، سياسي إسرائيلي.

## أساتذة مشهورون من الجامعة
- ستيفن باناخ
- واكلاو سيربنسكي، عالم رياضيات، معروف بفضل مساهماته في نظرية المجموعات ونظرية الأعداد والطوبولوجيا